# Cortaderia jubata
Cortaderia jubata, deutsch selten als Purpur-Pampasgras oder Anden-Pampasgras bezeichnet, ist eine Pflanzenart aus der Familie der Süßgräser (Poaceae). Ähnlich wie das Amerikanische Pampasgras Cortaderia selloana, zu dem es sehr ähnlich (möglicherweise sogar konspezifisch) ist, wurde die in Südamerika heimische Grasart als Ziergras fast weltweit angepflanzt und hat sich in vielen Regionen mit zur Herkunftsregion ähnlichen Klimaten zur invasiven Art entwickelt. Cortaderia jubata wurde im Jahr 2019 in die Liste invasiver gebietsfremder Arten von unionsweiter Bedeutung aufgenommen.

## Merkmale

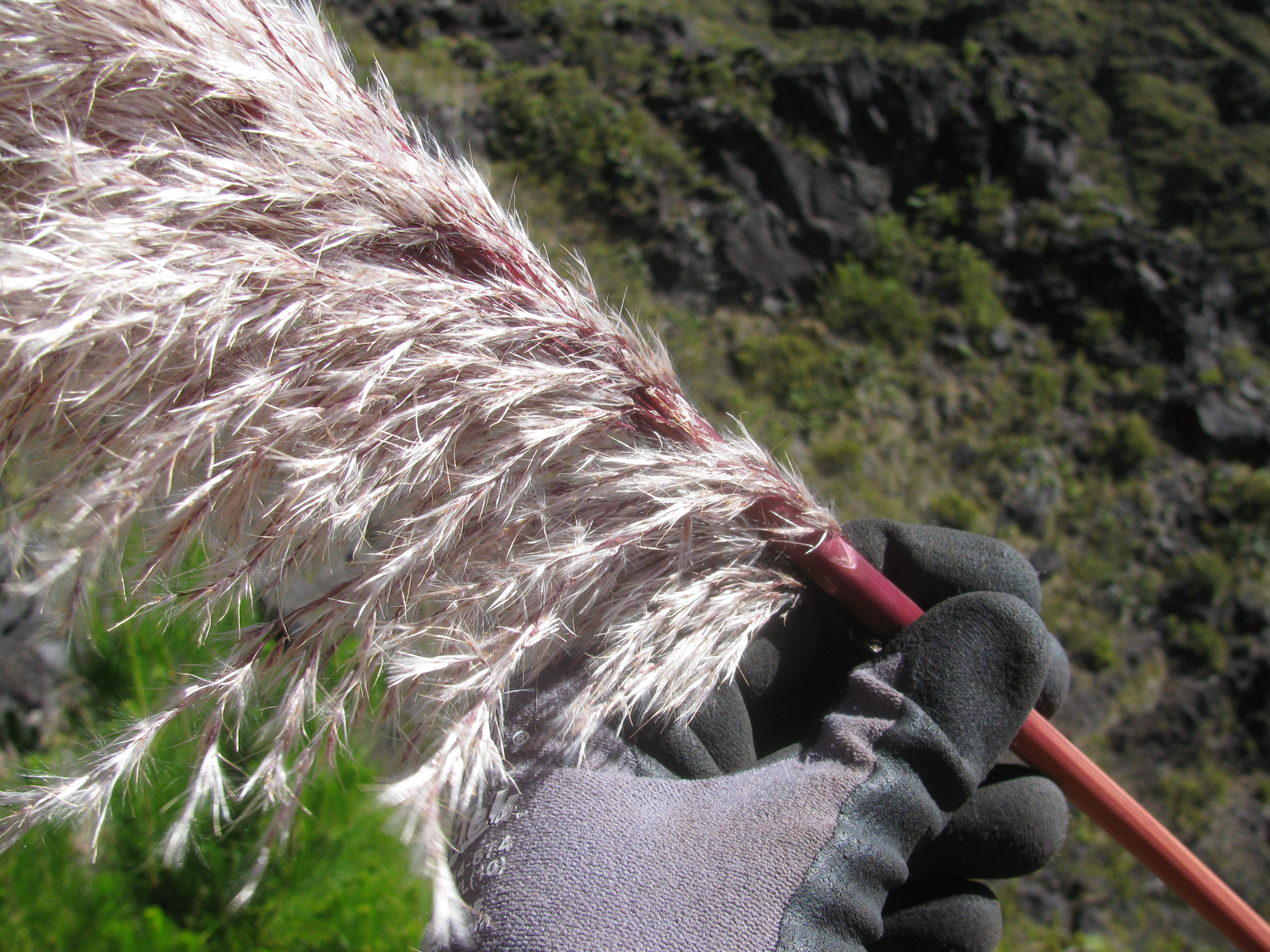
Rispe von Cortaderia jubata von Maui, Hawaii

Cortaderia jubata ist eine auffallend dichte und hohe Horste bildende, ausdauernde Grasart, die Wuchshöhen von drei bis vier Meter erreicht. Die Laubblätter sind bis zu 2 Meter lang, sie sind steif und hart, auf der Unterseite (abaxial) tief, der Oberseite flacher gerippt, mit schneidend scharfem Blattrand. Sie sind flach, in der Jugend v-förmig gefaltet. Das Blatthäutchen ist durch einen Haarkranz ersetzt. Der rispenförmige Blütenstand ist sehr groß und auffallend, er überragt deutlich die Laubblätter. Er ist federartig ausgebreitet, darauf nimmt der Artname Bezug (juba: lateinisch Mähne). Jung ist er häufig rosa bis purpurn, nur selten rein weiß gefärbt und färbt im Alter nach braun um. Er ist locker pyramidenförmig, mit überhängenden Ästen und erreicht 75 bis 90 Zentimeter Länge. Alle Blüten sind weiblich, die Art vermehrt sich ungeschlechtlich apomiktisch. Jede einzelne Pflanze kann zwischen 5 und 20 Blütenstände aufweisen, die in einer Saison bis zu 100.000 windverbreitete Samen produzieren können. Jedes etwa 10 bis 20 Millimeter lange, lanzettliche Ährchen wird umschlossen von einnervigen, 5 bis 14 Millimeter langen Hüllspelzen, die etwa dieselbe Länge wie die dreinervigen, basalen Deckspelzen (mit 6 bis 15 Millimeter) erreichen. Das Ährchen besitzt drei bis fünf fertile Blüten, zur Spitze hin können weitere steril bleibende auftreten. Die Deckspelzen sind sehr lang grannenartig ausgezogen, aber ohne eine klar erkennbar abgesetzte Granne. Sie sind lang (etwa 6 bis 10 Millimeter) behaart.
Die Art unterscheidet sich vom gewöhnlichen Amerikanischen Pampasgras am leichtesten an den jung rosa bis purpurn, nicht rein weiß getönten jungen Rispen, dem völligen Fehlen männlicher Blüten und dem deutlichen Überragen der Rispe über die Laubblätter, sie ist aber in diesen Merkmalen variabel, so kann auch das Amerikanische Pampasgras rosa getönte Rispen besitzen. Lokal, so in Südafrika werden weitere Unterschiede angegeben: So seien die Laubblätter eher rein grün als blaugrün gefärbt und an der Spitze nicht borstig. Ob diese Merkmale auch auf weitere Populationen zutreffen, ist aber ungewiss.

## Verbreitung, invasive Art
Das natürliche Areal von Cortaderia jubata umfasst die Yunga-Region der Anden vom Nordwesten Argentiniens bis nach Kolumbien, meist an Waldrändern in Meereshöhen zwischen 2000 und 3900 Metern Höhe. Die Art ist darüber hinaus als Ziergras fast weltweit gepflanzt worden, wenn auch seltener als das Amerikanische Pampasgras Cortaderia selloana s. str. Sie ist in vielen Regionen verwildert und als Neophyt eingebürgert, so etwa in Nordamerika (Kalifornien, Oregon, Washington), auf den Hawaii-Inseln, in Südafrika, in Australien und Neuseeland. In allen Regionen gilt sie inzwischen als unerwünschte, invasive Art, die die lokale Biodiversität durch Verdrängen heimischer Vegetation vermindert. So verdrängt sie etwa in Kalifornien Gebüschformationen des Chaparral mit zahlreichen endemischen Pflanzenarten. In Südafrika bildet sie ähnlich wie Cortaderia selloana s. str. ausgedehnte Bestände in Gauteng. Da die Art nur schwer vom Amerikanischen Pampasgras unterschieden werden kann und oft mit dieser Pflanzensippe verwechselt worden ist, ist die Verbreitung ungenügend bekannt.
Eingebürgerte Vorkommen finden sich bevorzugt in Bereichen mit gestörter Vegetationsdecke, an Straßenrändern, auf Kahlschlägen oder Brandstellen, sie kann von dort aber in ungestörte Bereiche vordringen. Sie bevorzugt offene, gut besonnte Standorte, oft besser wasserversorgte Standorte wie Feuchtgebiete. Keimlinge besitzen einen hohen Wasserbedarf, während reife Individuen sehr dürreresistent sind. In Kalifornien bevorzugt Cortaderia jubata küstennahe Standorte, sie benötigt zur Keimung feuchte, offene, gut besonnte Böden. Sie blüht vom späten Juli bis in den September, manchmal schon im ersten Wuchsjahr. Sie gilt, im Gegensatz zu Cortaderia selloana s. str. als frostempfindlich.
Obwohl die Art in Europa seit dem 18. Jahrhundert als Zierpflanze nachweisbar ist, existieren weder im Mittelmeerraum noch in Mittel- oder Westeuropa sicher etablierte Wildvorkommen. Sie fehlt als Wildpflanze auch in Deutschland und Österreich.
Auffallend ist, dass das nahe verwandte Pampasgras Cortaderia selloana s. str. in der Mittelmeerregion, so etwa in Katalonien eingebürgerte Vorkommen aufweist, deren negativer Einfluss auf die lokale Biodiversität nachgewiesen ist, diese Art aber nicht auf die Liste invasiver gebietsfremder Arten von unionsweiter Bedeutung aufgenommen worden ist. Die Aufnahme gerade dieser Art, vor allem durch Frankreich vorangetrieben, beruht auf Modellrechnungen anhand klimatischer Variablen („climatic envelope“-Modelle), die eine mögliche Invasivität in großen Teilen Süd- und Westeuropas vorhergesagt haben.

## Taxonomie und Systematik
Die Gattung Cortaderia umfasst knapp 20 Arten, die in Südamerika vorkommen. Früher zugerechnete Arten aus Neuseeland und Neuguinea wurden in die neu beschriebenen Gattungen Austroderia N.P.Barker
& H.P.Linder und Chimaerochloa H.P. Linder ausgegliedert. Nach den genetischen Daten ist eine auf die südamerikanischen Arten beschränkte Gattung Cortaderia vermutlich monophyletisch und gehört in die Kerngruppe der Danthonioideae, die teilweise durch Introgressionen durch Hybridisierung verwandter Arten geprägt sein könnte. Bei einer genaueren Untersuchung der Cortaderia selloana-Artengruppe im Jahr 2014 erwies sich Cortaderia jubata als eine vermutlich durch Polyploidisierung entstandene, apomiktische Sippe, deren Merkmalskombination im Merkmalsspektrum vom Cortaderia selloana eingeschlossen ist. Die Bearbeiter schlugen daher vor, sie zukünftig als Unterart von dieser, Cortaderia selloana subsp. jubata (Lemoine) Testoni & Villamil aufzufassen. Dies wurde in der Gattungsrevision durch Daniel Testoni und Hans Peter Linder 2017 so bestätigt. Da die Art in der angewandten Literatur, einschließlich der Regelungen der Europäischen Union, unter dem alten Namen aufgeführt ist, haben sich die meisten Bearbeiter dazu entschlossen, diesen zunächst beizubehalten.